# الیزابت اتریش-مجارستان
الیزابت اتریش-مجارستان یا سی‌سی (به آلمانی: Elisabeth von Österreich-Ungarn) (زاده ۲۴ دسامبر ۱۸۳۷ – درگذشته ۱۰ سپتامبر ۱۸۹۸) همسر فرانتس یوزف یکم، مادر رودولف، ولیعهد اتریش–مجارستان، امپراتریس اتریش و ملکهٔ مجارستان بود.
او در خانواده سلطنتی باواریا به دنیا آمد. پیش از ازدواجش با فرانتس یوزف یکم در شانزده سالگی، از تربیت غیررسمی بهره‌مند بود. ازدواجش او را بیشتر به زندگی تشریفاتی نزدیک کرد که برایش ناآماده بود و از آن لذت نمی‌برد. اوایل ازدواج با مادر شوهرش، شاهزاده سوفی سر ناسازگاری داشت. اما تولد وارث تاج و تخت، رودلف جایگاهش را بهبود بخشید. با این‌همه سلامتی‌اش تحت فشار نوع زندگی‌اش متزلزل بود و او اغلب برای تمدد اعصاب به مجارستان سفر می‌کرد. او نزدیکی‌اش را با مجارستان به حدی گسترش داد که به ایجاد امپراتوری اتریش-مجارستان در سال ۱۸۶۷ کمک بسیار کرد.
خودکشی پسرش رودلف و معشوقه‌اش بارونس ماری وتسرا در ۱۸۸۹ شوک بزرگی به او وارد کرد به صورتی که دیگر مانند سابقش نشد. او وظایف خطیر خانوادگی و سلطنتی را رها کرد و به سفر کردن پرداخت. در طول یکی از همین سفرها در ژنو، به دست یک آنارشیست ایتالیایی به نام لوییجی لوکنی در ۱۸۹۸ به قتل رسید.

## توضیحات
1. ↑  نام تحبیبی